# Abraham Gesner
Abraham Pineo Gesner (ur. 2 maja 1797 w Cornwallis Park w Nowej Szkocji, zm. 29 kwietnia 1864 w Halifaxie)  – kanadyjski lekarz i geolog, wynalazca nafty, uznawany za jednego z ojców przemysłu petrochemicznego.
Jakkolwiek Ignacy Łukasiewicz jest konstruktorem pierwszej nowoczesnej lampy naftowej, to za odkrywcę nafty (opracował sposób jej pozyskiwania z węgla) uznawany jest właśnie Gesner. Nowy produkt został opatentowany pod nazwą "kerosene" i głównie pod tą nazwą jest do dziś znany w Kanadzie, Stanach Zjednoczonych, Australii oraz w Nowej Zelandii. W tym miejscu należy dodać, że sposób pozyskiwania nafty z ropy naftowej opracował jako pierwszy Filip Neriusz Walter – polski chemik odznaczony Legią Honorową.

## Edukacja
Urodził się w dobrze sytuowanej rodzinie – rodzice prowadzili gospodarstwo rolne w Annapolis Valley w Nowej Szkocji. Od młodych lat był związany z pracą na morzu. Po tym jak dwukrotnie przeżył katastrofę morską (statki, na których pracował, zatonęły), powrócił do rodzinnej farmy nieopodal Chipman Corner, na północny wschód od Kentville. W 1824 poślubił Harriet Webster, córkę lokalnego lekarza – dr. Isaaca Webstera. Następnie udał się do Anglii na studia medyczne w Szpitalu św. Batłomieja w Londynie, gdzie studiował pod kierunkiem Astleya Pastona Coopera. Pobierał także naukę chirurgii w Guy's Hospital u Johna Abernethy. Podczas pobytu w Londynie zainteresował się geologią, poznając Charlesa Lyella.

## Początek kariery
Po powrocie do Nowej Szkocji, rozpoczął praktykę lekarską w Parrsboro. Oprócz tego dużo czasu poświęcał nowej pasji – geologii. W 1836 opublikował pracę naukową poświęconą mineralogii Nowej Szkocji, która zawierała dokładną mapę geologiczną przedstawiającą kluczowe złoża rud żelaza oraz węgla na tym obszarze. W 1838 został mianowany na stanowisko Prowincjonalnego Geologa Nowego Brunszwiku, z zadaniem przeprowadzenia podobnych badań geologicznych tego terenu. W 1839 Gesner odkrył substancję asfaltu bitumicznego, którą nazwał albertite – od Hrabstwa Albert w Nowym Brunszwiku, gdzie została znaleziona.
W 1842, z zamiarem szukania pokładów węgla, Gesner udał się do Quebecu, gdzie jako pierwszy odkrył wielką ilość skamieniałości (na terenie obecnego Parku Narodowego Miguasha). Jego doniesienia w tym zakresie pozostały jednak praktycznie niezauważone, a skamieniałości zostały "powtórnie odkryte" w 1879.
W 1842 Gesner założył "Gesner's Museum of Natural History" w Saint John w Nowym Brunszwiku – pierwsze publiczne muzeum w Kanadzie, które dało początek obecnemu New Brunswick Museum.

## Destylacja nafty
Rezultatem prowadzonych przez Gesnera prac badawczych w zakresie mineralogii było odkrycie procesu rafinacji płynnego paliwa z węgla. W 1846 w Charlottetown na Wyspie Księcia Edwarda wynalazca dał pierwszy publiczny pokaz działania nowego paliwa do lamp. Ogrzał węgiel w retorcie i wydestylował z niego przejrzystą, rzadką ciecz, którą z kolei użył jako paliwo do lampy. Nowy produkt, który opatentował pod nazwą "kerosene", jest substancją znaną w Polsce jako nafta. W Wielkiej Brytanii, Republice Południowej Afryki oraz w Azji Południowo-Wschodniej produkt jest dostępny w sprzedaży pod nazwą "paraffin"; nazwa "kerosene" jest natomiast do dzisiaj zdecydowanie najbardziej popularna w wielu innych krajach, w tym m.in. w Kanadzie, Stanach Zjednoczonych i Australii. "Kerosene" było, od czasu wprowadzenia na rynek, produktem bardzo konkurencyjnym – charakteryzowało się czystszym spalaniem oraz niższą ceną od porównywalnych substancji, takich jak olej wielorybi.
W 1850 Gesner założył przedsiębiorstwo Kerosene Gaslight Company oraz rozpoczął instalację oświetlenia na ulicach Halifaxu i innych miast. Do roku 1854 wynalazca rozwinął działalność na terenie Stanów Zjednoczonych, gdzie na Long Island zarejestrował North American Kerosene Gas Light Company. Wkrótce popyt na produkt był tak duży, że przekroczył możliwości produkcyjne przedsiębiorstwa. Ponadto koszty ekstrakcji kerozyny z węgla były wysokie. Gesner, posiadający dużą wiedzę w zakresie geologii Nowego Brunszwiku, przypomniał sobie o występujących na tym obszarze złożach naturalnego asfaltu, nazwanego przez niego "albertite". Chciał wykorzystać tę substancję do destylacji nafty, ale jego próby zostały zablokowane przez lokalny konglomerat węglowy, który miał wyłączne prawo do wydobycia węgla w tej prowincji. Przegrał sprawę sądową, gdyż eksperci uznali, że "albertite" stanowi naturalną formę węgla. Rozwiązaniem problemu okazało się odkrycie ropy naftowej, a następnie opracowanie przez Filipa Waltera sposobu pozyskiwania z niej nafty.
Abraham Gesner kontynuował prace badawcze oraz napisał wiele publikacji naukowych w zakresie paliw, włączając opublikowaną w 1861 książkę  "A Practical Treatise on Coal, Petroleum and Other Distilled Oils" (pol. "Praktyczna rozprawa na temat węgla, ropy naftowej i innych paliw destylowanych"), która stała się klasyczną pozycja w przedmiocie i była często cytowana. Ostatecznie przedsiębiorstwo Gesnera zostało przejęte przez posiadający dominującą pozycję na rynku Standard Oil, a on sam powrócił do Halifaxu, gdzie jako profesor otrzymał Katedrę Historii Naturalnej na Dalhousie University.
Gesner był skromny jeśli chodzi o podkreślanie jego wkładu w rozwój przemysłu petrochemicznego. W swojej publikacji z 1861 napisał, że "postęp w odkryciach w tym przedmiocie, jak i w innych, był wolny i stopniowy. Wynikał z mozolnej pracy i nie był zasługą jednego człowieka, ale wielu jednostek, w związku z czym w przypadku chęci wyróżnienia, ciężkim zadaniem byłoby ustalenie komu należałoby przypisać największe zasługi."

### Skutki odkrycia
Destylacja nafty z węgla, po raz pierwszy przeprowadzona przez Abrahama Gesnera, zapoczątkowała serię kolejnych odkryć, które skutkowały obniżeniem kosztów związanych z pozyskiwaniem nafty (proces destylacji nafty z ropy naftowej został przeprowadzony po raz pierwszy przez Filipa Waltera), jak również usprawnieniem konstrukcji samej lampy naftowej (budowa pierwszej nowoczesnej lampy naftowej jest zasługą Ignacego Łukasiewicza). Efektem odkrycia nafty przez Gesnera było znaczne obniżenie kosztów oświetlenia. Od lat 20. XIX w. wykorzystywano w tym celu lampy gazowe, ale ten rodzaj oświetlenia był bardzo kosztowny. Największą popularnością cieszył się olej wielorybi, ale i on miał swoje wady – przy dłuższym przechowywaniu ulegał zepsuciu, a przy spalaniu wydawał nieprzyjemny odór. Był przede wszystkim droższy od nafty. Tańsza, bardziej efektywna kerozyna doprowadziła w krótkim czasie do wyrzucenia z rynku oleju wielorybiego, co miało z kolei bardzo dalekosiężne skutki związane z przetrwaniem wielu gatunków wielorybów, poważnie zagrożonych wyginięciem w związku ze znacznym rozwojem floty wielorybniczej. Po wprowadzeniu na rynek kerozyny flota ta zaczęła się bardzo kurczyć. W samych tylko Stanach Zjednoczonych liczba statków wielorybniczych jeszcze w 1846 wynosiła 735 jednostek, a w ciągu 30 lat – do 1876 – stopniała do zaledwie 39.